# Жешарт (городское поселение)
Же́шарт — административно-территориальная единица (административная территория пгт с подчинённой ему территорией) и муниципальное образование (городское поселение с полным официальным наименованием муниципальное образование городского поселения «Жешарт») в составе муниципального района Усть-Вымского в Республике Коми Российской Федерации.
Административный центр — пгт Жешарт.

## История
Статус и границы административной территории установлены Законом Республики Коми от 6 марта 2006 года № 13-РЗ «Об административно-территориальном устройстве Республики Коми».
Статус и границы городского поселения установлены Законом Республики Коми от 6 марта 2006 года № 13-РЗ «Об административно-территориальном устройстве Республики Коми».

## Население
| 2010  | 2011  | 2012  | 2013  | 2014  | 2015  | 2016  |
| ----- | ----- | ----- | ----- | ----- | ----- | ----- |
| 8580  | ↘8521 | ↘8255 | ↘8027 | ↘7872 | ↘7736 | ↘7628 |
| 2017  | 2018  | 2019  | 2020  | 2021  | 2024  |       |
| ↘7513 | ↘7364 | ↘7264 | ↘7156 | ↘7135 | ↘6881 |       |

## Состав
Состав административной территории и городского поселения:
| № | Населённый пункт | Тип населённого пункта      | Население |
| - | ---------------- | --------------------------- | --------- |
| 1 | Жешарт           | пгт, административный центр | ↘6876     |
| 2 | Римья            | деревня                     | ↘6        |